# ヒトコイシクテ、アイヲモトメテ
「ヒトコイシクテ、アイヲモトメテ」は、エレファントカシマシの19枚目のシングル。1998年11月18日にポニーキャニオンよりリリース。規格品番はPCDA-01122。廃盤。

## 解説
- 前作より2ヶ月ぶりという早いスパンでのリリース。
- 3週間後にリリースを控えたアルバム「愛と夢」の先行シングルとなった。

## 収録曲
1. ヒトコイシクテ、アイヲモトメテ (4:13)
（作詞・作曲：宮本浩次　編曲：宮本浩次・佐久間正英）
フジテレビ系SSTV「プロモマニア」エンディングテーマ
テレビ東京系「JAPAN COUNTDOWN」オープニングテーマ
2. おまえとふたりきり (3:54)
（作詞・作曲・編曲：宮本浩次）
3. ヒトコイシクテ、アイヲモトメテ（オリジナル・カラオケ） (4:13)